# Áldófalva

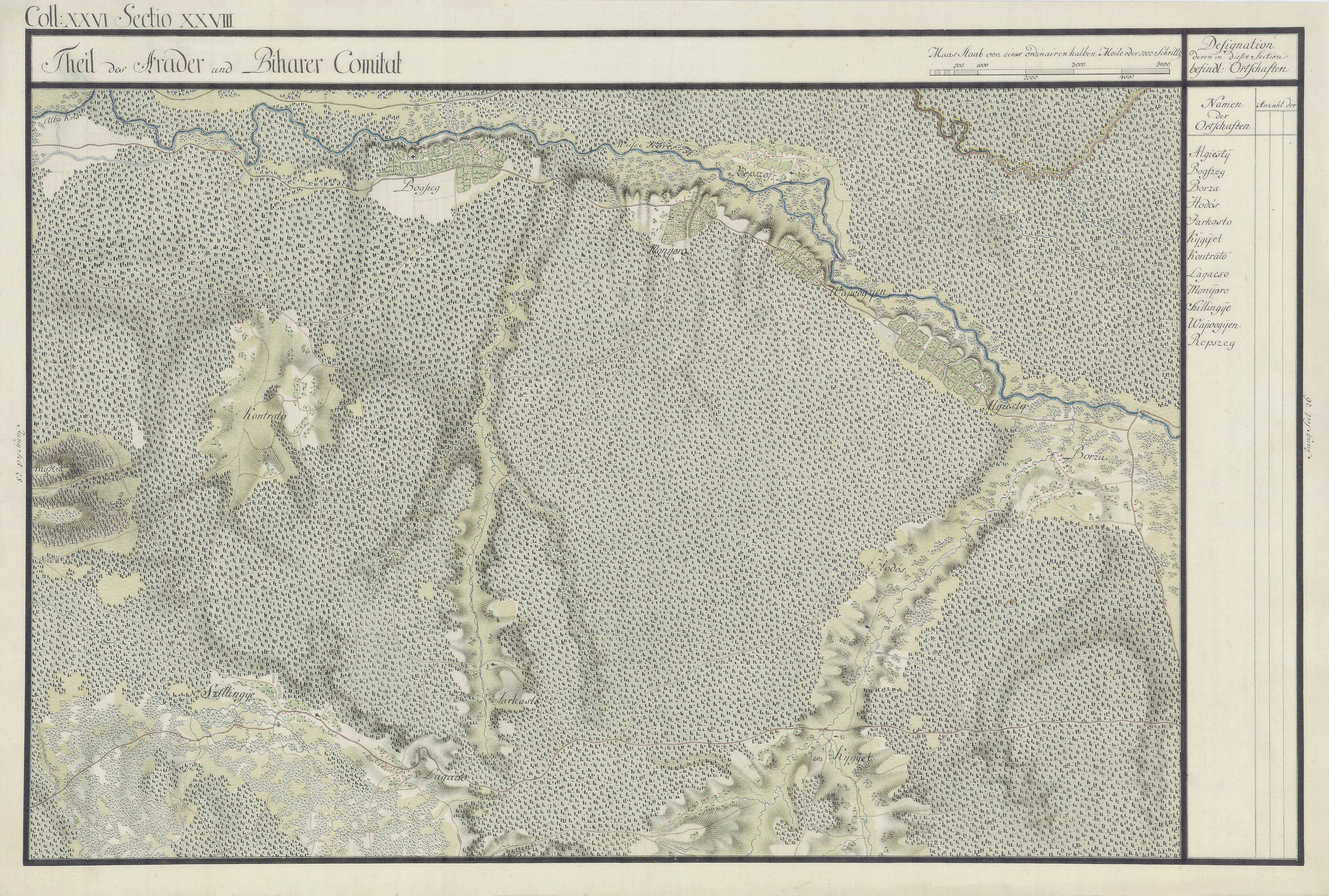
Áldófalva egy régi, 1700-as évekből való térképen

Áldófalva (Aldești) település Romániában, a Partiumban, Arad megyében.

## Fekvése
Borosjenőtől délkeletre, a Fehér-Körös mellett, Körösvajda és Barza közt fekvő település.

## Története
Áldófalva nevét 1477-ben említette először oklevél Aldofalwa néven. 1808-ban Algyesty ~ Algya, 1851-ben és 1888-ban Algyest, 1913-ban Áldófalva néven írták.
1477–1553 között a Losonczi-birtok volt.
1851-ben Fényes Elek írta a településről: „Algyest, Arad vármegyében, erdős, hegyses határral, 428 óhitű lakossal, anyatemplommal. Birja a Tüköry nemzetség.”
1910-ben 835 lakosából 36 magyar, 791 román volt. Ebből 19 római katolikus, 10 református, 777 görögkeleti ortodox volt.
A trianoni békeszerződés előtt Arad vármegye Borosjenői járásához tartozott.